# Jack Smith (football, 1983)
Pour les articles homonymes, voir Jack Smith.
Jack David Smith (né le 14 octobre 1983 à Hemel Hempstead) est un footballeur anglais. Il joue depuis 2009 au poste de défenseur pour le club de Millwall qui évolue en Championship (deuxième division anglaise).

## Carrière en club
Jack Smith signe un contrat de courte durée à Millwall durant l'été 2009, après avoir été laissé libre par Swindon Town. Quelques mois plus tard, il signe un nouveau contrat le liant au club jusqu'à l'été 2011. Le 9 mai 2014 il est libéré par Millwall.

Bien que considéré comme un défenseur polyvalent, il joue à Millwall au poste d'arrière droit.